# Comuna de Granowo
Granowo (polaco: Gmina Granowo) é uma gminy (comuna) na Polónia, na voivodia de Grande Polónia e no condado de Grodziski. A sede do condado é a cidade de Granowo.
De acordo com os censos de 2004, a comuna tem 4897 habitantes, com uma densidade 71,6 hab/km².

## Área
Estende-se por uma área de 68,42 km², incluindo:
- área agricola: 90%
- área florestal: 2%

## Demografia
Dados de 30 de Junho 2004:
|                      | Total   | Total | Mulheres | Mulheres | Homens  | Homens |
| -------------------- | ------- | ----- | -------- | -------- | ------- | ------ |
|                      | pessoas | %     | pessoas  | %        | pessoas | %      |
| População            | 4897    | 100   | 2448     | 50       | 2449    | 50     |
| Densidade (pop./km²) | 71,6    | 100   | 35,8     | 35,8     | 35,8    | 35,8   |

De acordo com dados de 2002, o rendimento médio per capita ascendia a 1387,52 zł.

## Comunas vizinhas
- Buk, Grodzisk Wielkopolski, Kamieniec, Opalenica, Stęszew